# Campanari d'Albaida

El Campanar d'Albaida és una torre campanar annex a l'Església de l'Assumpció d'Albaida, petita localitat situada a la província de València, Espanya. L'actual campanar va ser construït en el segle XVII però ja des del segle xvii  manté el toc manual de campanes, declarat Bé d'Interès Cultural Immaterial l'any 2013. A més, Albaida ostenta el títol de capital valenciana del toc manual de campanes des de l'any 2021. Les campanes són tocades per l'Associació de Campaners de la localitat, adjunta a la Federació Valenciana de Campaners.

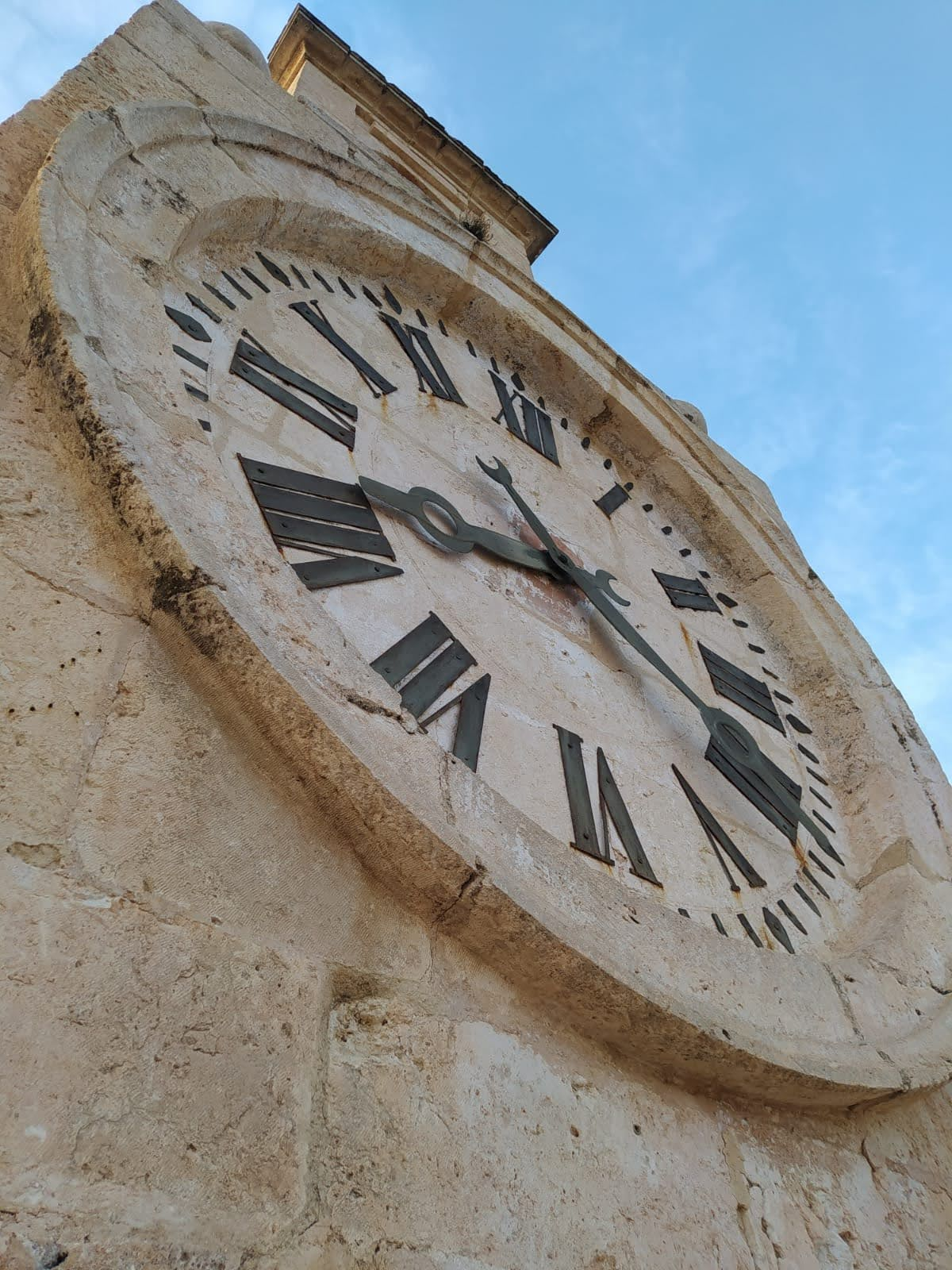
Rellotge del campanar d'Albaida, afegit l'any 1857

## Història
El campanar va començar a construir-se l'any 1615, obra que va finalitzar 5 anys després. El material utilitzat per a la seva construcció va ser la pedra tosca. Es tracta d'un campanar de planta quadrada amb una altura de 40 metres. Compte amb 10 campanes, la més antiga data de l'any 1808 i les més noves es van col·locar l'any 2003 després de la restauració del campanar. L'any 1857 se li va afegir el rellotge, que es pot veure des de diferents punts de la localitat.
L'any 2002 es va aprovar la restauració de la torre del campanar, greument afectada des de feia més de 7 anys però que no havia aconseguit que la Generalitat s'encarregués de la seva obra. Finalment, el mateix dia en què es va esfondrar la part nord, la Conselleria d'Obres Públiques va adjudicar la restauració que portaven anys demandant des de l'associació Prorestauración, creada en 1995, la colla de campaners de la ciutat i el propi ajuntament de la localitat.
La torre campanar tenia esquerdes de grans dimensions en totes les seves parets i des de l'any 1998 van haver de deixar de tocar les campanes perquè posava en perill la integritat física dels campaners. Durant els anys en què no es podia tocar des de dalt de la torre es van baixar les campanes al centre de la plaça major del poble, enfront del Palau dels Milá i Aragó i des d'allí es tocaven, en manera de protesta i perquè els veïns no perdessin el so característic de les campanes.

## Campanes

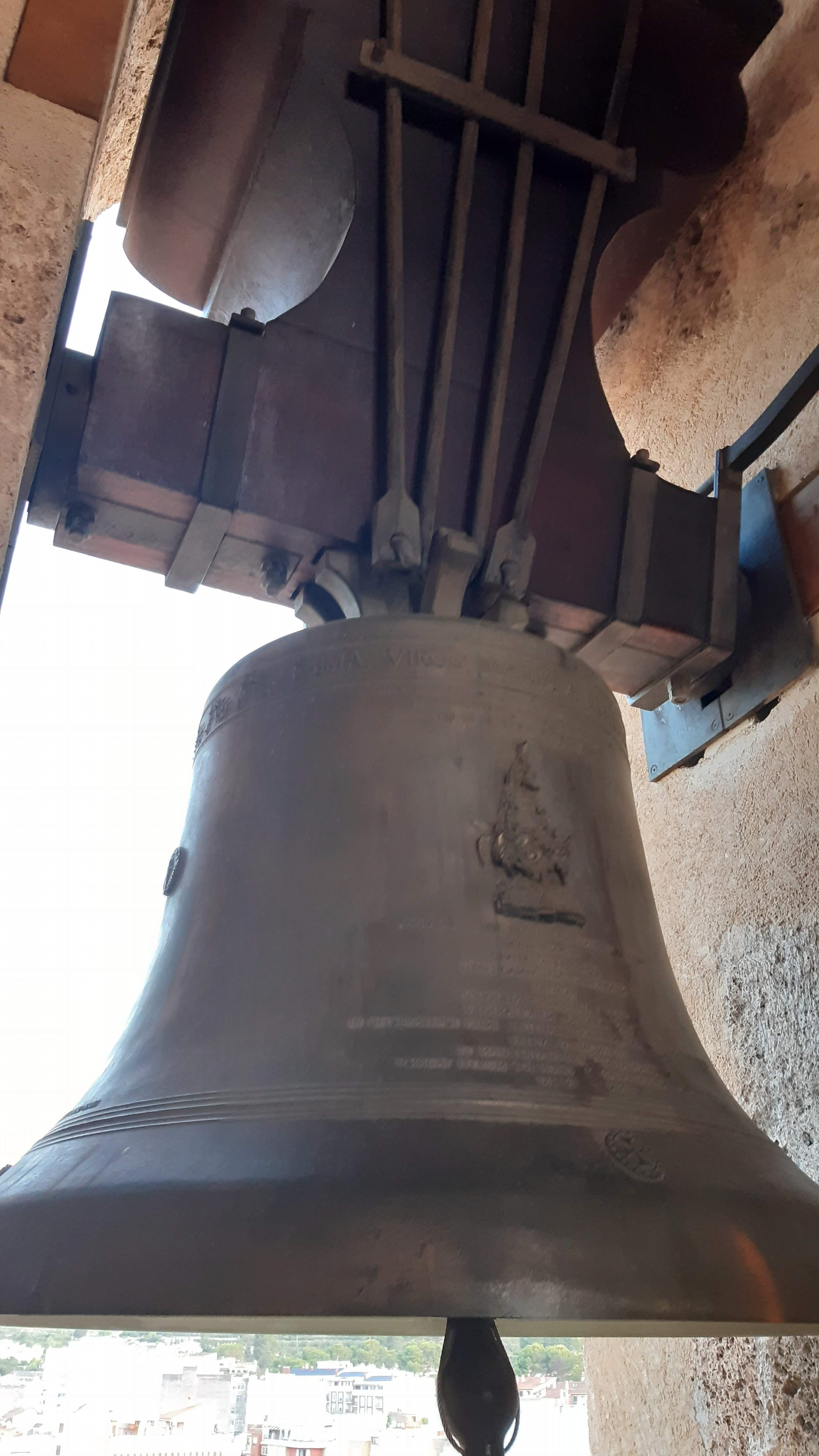
Campana de la Mare de Déu del Remei, popularment coneguda com La Remediet, és la campana principal del campanar d'Albaida.

El campanar compta amb 10 campanes, tocades manualment diàriament per la sagristana de la parròquia i pels campaners. 7 d'elles es troben a la sala de campanes i altres 3 en la part del rellotge. Cada campana té un nom identificatiu i una nota assignada, les quatre més importants són:
- Mare de Déu del Remei (Verge del Remei). Nota: Re #
- Assumpció de la Mare de Déu (Asunción de la Verge). Nota: Fa
- Sant Francesc d’Assis i Sant Antoni de Pàdua (Sant Francesc d'Assís i Sant Antoni de Pàdua). Nota: Sol
- Sant Vicent Ferrer i Sant Lluís Beltran (Sant Vicent Ferrer i Sant Lluís Beltrán). Nota: La

## Toc Manual de Campanes
A la ciutat d'Albaida es toquen les campanes manualment des de l'any 1245, sense que en cap moment hagin estat electrificades. És per això que s'ha convertit en un símbol de la localitat, la qual cosa l'ha convertit a ser la capital valenciana del toc manual de campanes i a liderar els processos per a aconseguir que aquest art sigui considerat bé d'interès cultural immaterial, aconseguit l'any 2013, i ara està en procés per a convertir el toc manual de campanes en Patrimoni Immaterial de la Humanitat. Per a això, l'Associació de Campaners d'Albaida s'ha unit a l'associació Hispània Nostra per a intentar aconseguir que la UNESCO els atorgui aquest reconeixement.
Els diferents tocs i repics s'han passat de generació en generació de manera oral fins que l'any 2003 es va redactar l'actual Consueta, on estan recollits específicament els diferents tipus de tocs que es toquen en el campanar durant tot l'any litúrgic, sent un mitjà de comunicació més de la ciutat on s'anuncien les festes, les celebracions litúrgiques i les defuncions.

## Museu Internacional del Toc Manual de Campanes (MITMAC)

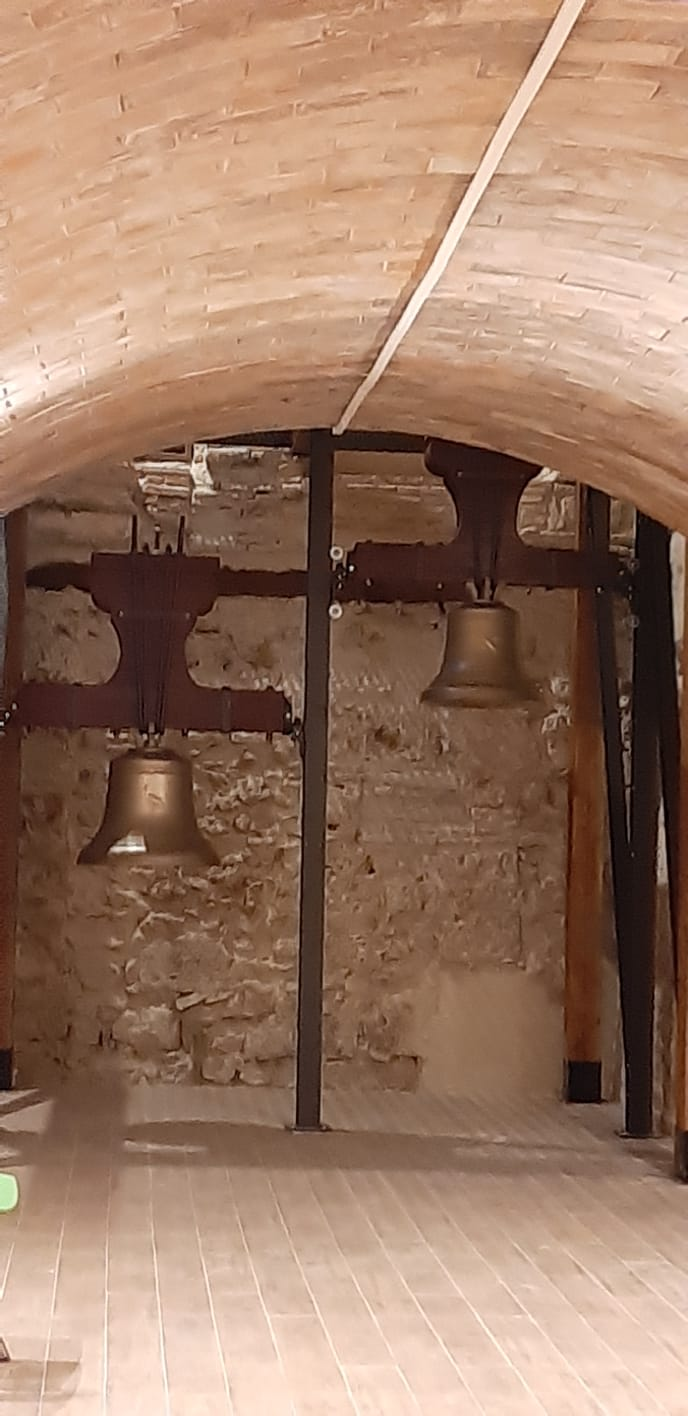
Campanes de l'interior del Museu Internacional del Toc Manual de Campanes, que s'utilitzaran a l'escola de campaners.

L'any 2015 es va crear el primer Museu Internacional del Toc Manual de Campanes (MITMAC) situat en dos llocs, d'una banda, en la plaça pintor Segrelles i per una altra en el Palau Marquesal de la localitat. Els elements del Museu seran els següents:
- Campanar Viu (Plaza Pintor Segrelles). És la torre del Campanar, des d'on es pot veure i escoltar com es toquen les campanes en directe en els horaris corresponents, establerts en la consueta.[13][14]
- L'Escola de Campaners (Palacio Marquesal). S'utilitza per a formar a futurs campaners i es pretén que sigui una part més del conservatori de la localitat.[15]
- L'Espai de les Emocions (Palacio Marquesal). A través d'estimulacions sensorials, es farà partícip als visitants del món de les campanes.[16]
- El Carilló de les Campanes (Palacio Marquesal).

Ha estat possible gràcies a un acord entre la localitat i la Diputació de València. L'objectiu pel qual es va crear aquest museu és la divulgació i recerca d'aquest art. És un model de titularitat pública de l'ajuntament de la ciutat amb una gestió compartida entre diverses organitzacions públiques i privades. Inclou també una escola de campaners per a formar a tots aquells interessats en el toc manual de campanes, amb diverses campanes per a tocar en el propi museu. A més d'un campanar mòbil que podrà visitar altres localitats.